# Clytus rhamni
|                                                                          |                | |
| Abb. 1: Aufrechte Behaarung auf Halsschild und Flügeldeckenbasis         |                | |
|                                                                          |                | |
| Abb. 2: Punktierung Halsschild (links, ♂) und Flügeldeckenbasis (rechts) |                | |
|                                                                          |                | |
| Abb. 3: Zeichnung Aufsicht                                               | Abb. 4: Fühler | Abb. 4: Fühler |
|                                                                          |                | Abb. 5: Seitenan- sicht, Ausschnitt Umrisse gestrichelt 1 Flügeldecke 2 Episternum der Hinterbrust 3 Schenkel des mittleren Beins 4 Hinterschenkel |

Clytus rhamni, gelegentlich auch Kreuzdorn-Widderbock genannt, ist ein Käfer aus der Familie der Bockkäfer und der Unterfamilie Cerambycinae. Die Gattung Clytus ist in Europa mit sieben Arten vertreten. In Mitteleuropa kann Clytus rhamni leicht mit anderen Arten der gleichen oder sogar anderer Gattungen verwechselt werden.
In Bayern ist die Art als vom Aussterben bedroht eingestuft, in Norddeutschland ist sie ausgestorben.

## Bemerkung zum Namen und Synonymen
Die Art wird 1817 von Germar unter dem heute noch gültigen Namen beschrieben. Germar gibt dem Käfer den Artnamen rhamni, weil er auf der Pflanze Rhamnus paliurus, dem Christusdorn, vorkommt. Der Gattungsname Clytus geht auf Laicharting 1784 zurück. Laicharting erklärt den Namen nicht, nach Schenkling ist er von altgr. κλυτός „klytós“ für „berühmt, ansehnlich“ abgeleitet und steht ursprünglich für schön gezeichnete Bockkäfer. So führt Laicharting als erste Art der Gattung auch den Alpenbock an.
Eine besonders große und farbige Variante aus Korsika beschreibt Gautier des Cottes 1862 als eigene Art unter dem Namen Clytus bellieri, benannt nach dem Sammler Bellier, von dem er den Käfer erhalten hat. Mit dem Namen Callidium temesiense (temesiensis = am Fluss Temes vorkommend) wird ein Käfer beschrieben, der sich durch gelbes Flaumhaar auf der Stirn und ein etwas ins Bräunliche gehendes Schwarz von den südeuropäischen Populationen unterscheidet. Bei der Beschreibung bleibt unklar, ob sie von Germar selbst stammt oder ob Germar eine von Kollar zugeschickte Beschreibung veröffentlicht. Bellieri und temesiensis werden heute von einigen Autoren als Unterarten Clytus rhamni bellieri und Clytus rhamni temesiensis zur Nominatform Clytus rhamni rhamni eingestuft, von anderen als Varianten betrachtet und entsprechend als Synonyme zu Clytus rhamni geführt.
Von verschiedenen Autoren wurde die Art Clytus gazella (lat. für Gazelle) genannt, Fabricius beschreibt unter dem Namen Clytus gazella jedoch Clytus arietis.

## Beschreibung des Käfers
Mit sechs bis zwölf Millimeter Länge ist Clytus rhamni durchschnittlich etwas kleiner als die beiden anderen in Mitteleuropa vorkommenden ähnlichen Arten, der häufige an Laubhölzern vorkommende Gemeine Widderbock (Clytus arietis) und der an Nadelhölzer gebundene Nadelholz-Widderbock (Clytus lama). Wie diese ist er schwarz mit einer gelben bis blassgelben Zeichnung aus kurzen, dichten, anliegenden Haaren (Abb. 1). Darüber hinaus kann er noch mit Arten der Gattungen Xylotrechus und Chlorophorus verwechselt werden. Ein gutes Merkmal ist der auffällige Glanz der Flügeldecken.
Der Kopf ist senkrecht zur Körperachse nach unten ausgerichtet. Er trägt im Unterschied zur Gattung Xylotrechus keine Kiele. Die elfgliedrigen Fühler verdicken sich zum Ende weniger als bei Clytus arietis und sind durchgehend braun, am Ende höchstens sehr schwach, nicht deutlich angedunkelt (Abb. 4). Sie sind für Bockkäfer relativ kurz, erreichen nicht die Hälfte der Flügeldecken. 
Der Halsschild ist etwas breiter als der Kopf und schmaler als die Flügeldecken. Er ist in der Mitte am breitesten und seitlich gleichmäßig gerundet. Er ist beim Männchen weniger grob punktiert als beim Weibchen. Bei diesem sind die Punkte voneinander durch etwas erhöhte Zwischenräume getrennt, so dass eine netzartige Struktur entsteht. Der Halsschild ist matter als die Flügeldecken, aber glänzender als der Halsschild von Clytus lama. Er ist am Hinterrand gelb gesäumt, der Saum ist jedoch in der Mitte meist unterbrochen. Gewöhnlich ist auch der Vorderrand mehr oder weniger schwach gelb gerandet. Der ganze Halsschild und die Basis der Flügeldecken sind lang abstehend behaart (Abb. 1). 
Auch das dreieckige Schildchen ist dicht gelb behaart. 
Die Flügeldecken sind nicht wie bei den anderen oben erwähnten Clytus-Arten dicht, sondern nur dünn punktiert. Hinter der Basis sind die Punkte oft weiter voneinander entfernt als der Punktdurchmesser (Abb. 2 rechts). Die Flügeldecken sind etwa dreimal so lang wie zusammen breit, an der Schulter am breitesten und am Ende einzeln abgerundet, nicht abgestutzt. Die Zeichnung der Flügeldecken (Abb. 3) besteht aus einer tropfenförmigen Makel nahe der Schulter und drei schmalen Binden in trübgelber bis kräftig gelber Farbe. Im typischen Fall verläuft der Schulterfleck schräg nach innen und hinten und wird dabei schmaler. Er kann jedoch auch fehlen. Die vorderste Binde ist halbmondförmig und zieht sich innen bis fast zum Schildchen nach vorn. Die mittlere ist schwach nach vorn gewendet und die hintere begrenzt die Flügeldeckenspitze. Eine nahezu identische Zeichnung der Flügeldecken haben auch der Nadelholz-Widderbock Clytus lama, Xylotrechus antilope und Xylotrechus arvicola.
Die Unterseite ist schwarz. Die Hinterleibsabschnitte sind durch gelblich weiße Querbinden voneinander abgesetzt. Auch Teile der Mittel- und Hinterbrust sind durch die Behaarung gelblich weiß, insbesondere ist das Episternum der Hinterbrust (Abb. 5 rot Nr. 2) nahezu über die ganze Länge gelblich behaart, bei Clytus lama beschränkt sich die Behaarung auf den hinteren Teil des Episternums.
Die kräftig ausgebildeten langen Beine sind braun, nur die Schenkel in der Regel dunkler. Das vierte Tarsenglied ist zum Ansatz des fünften Gliedes reduziert (pseudotetramer).
Clytus rhamni rhamni, Cl. rhamni temesiensis und Cl. rhamni bellieri unterscheiden sich nur wenig in Größe, Färbung und Verbreitungsschwerpunkt. In der Türkei kommt nur Cl. rhamni temesiensis vor. Ein optische Gegenüberstellung der drei Formen findet sich auf der tschechischen Seite von M. E. F. Sláma.

## Biologie
Die Art ist wärmeliebend und kommt in Mitteleuropa an Wärmestellen wie Weinbergen oder Südhängen vor. Man kann den Käfer gleichermaßen an Holz (Holzklaftern, Pfählen oder Reisig von Eichen und Pappeln und andere Laubholzarten), öfter jedoch auf Blüten verschiedener Pflanzengattungen (Kreuzdorn, Hartriegel, Weißdorn, Möhren und andere Doldenblütler) finden. Die in Mitteleuropa seltene Art erscheint hier von Mai bis Juni. Die Larve entwickelt sich in sehr trockenem Totholz verschiedener Sträucher und Bäume (Robinie, Esskastanie, Steinweichsel, Mastixstrauch, Christusdorn, Ulme). Die Larve bohrt nicht wie die meisten Bockkäferarten zwischen Rinde und Holz, sondern frisst sich – zumindest bei Pfählen aus Robinienholz – auf kürzestem Weg ins Holz, welches sie dann der Länge nach ziemlich geradlinig durchbohrt.
Bei Beobachtungen des Käfers bezüglich der Problematik der Mimikry wurde festgestellt, dass die Käfer sehr scheu sind. Bei Annäherung verkriechen sie sich am häufigsten in den Blütenständen, oder sie lassen sich fallen, oder sie fliegen auf.

## Verbreitung
Die weit verbreitete Art ist in Südeuropa von Portugal bis Griechenland gemeldet und strahlt vom Süden nach Mitteleuropa ein. Nach Osten erstreckt sich die Art bis in die Krim und den Kaukasus, Armenien, Irak, den nördlichen Iran und bis östlich des Kaspischen Meeres.